# Москини, Сильвина
Сильви́на Моски́ни (исп. Silvina Moschini; р. 1972, Асуль (провинция Буэнос-Айрес), Аргентина) — аргентинский предприниматель и деловой журналист.

## Образование
Москини имеет степень бакалавра по связям с общественностью Университета Аргентина де-ла-Емпреса (Буэнос-Айрес, Аргентина), степень в области маркетинга Университета Нью-Йорка, а также степень магистра в области связей с общественностью Хьюстонский университет (Техас). Аспирантура в области управления и социальных сетевых коммуникаций Libera Università di Lingue e Comunicazione Университета Боккони (Милан, Италия).

## Карьера
После работы в службе протокола Президента Аргентины, Москини переехала в США, где она получила возможность возглавить латиноамериканский отдел по связям с общественностью компании Compaq, которая впоследствии была приобретена Hewlett-Packard. Сильвина Москини занимала различные должности в компаниях Patagon.com и Grupo Santander Central Hispano, прежде чем стать вице-президентом по корпоративным коммуникациям Visa International. В 2003 году она покинула этот пост и основала своё собственное пиар-агентство Intuic, в работе которого делается упор на узнаваемость бренда и социальные сети.
Сильвина Москини является основателем и главным исполнительным директором Intuic, а также президент KMGi Group и президент TransparentBusiness. Является обозревателем-колумнистом высокотиражной испанской газеты La Vanguardia, где пишет о маркетинге и рекламе в Интернете.
Сильвина многократно появилась в эфире телеканалов CNN на испанском и Nuestra Tele Noticias 24 Horas (NTN24) в качестве эксперта интернет-трендов таких как Pinterest, Facebook и Википедия. Сильвина Москини высказала мнение, что Фонд Викимедиа должен размещать ненавязчивую рекламу в Википедии, чтобы быть способным «не только поддерживать серверы, но и оплачивать улучшение академического содержания».

## Медиа
Москини выступала за расширение экономических прав и возможностей женщин с помощью технологий, комментировала и писала на тему цифрового перехода на работу. В 2019 году LinkedIn назвала ее влиятельным лицом социальной сети.

### Колумнистика
Она также является обозревателем испанской газеты La Vanguardia, где пишет о маркетинге и рекламе в Интернете, а также для Voxxi, El Universal и Thrive Global. Москини заявила, что Викимедиа должен продавать рекламу в Википедии, журналистка утверждает:
«Они должны думать о рекламе не как о вторжении, а как о способе финансирования не только серверов, но и улучшения академического контента».

## Личная жизнь
В 2012 году Сильвина Москини вышла замуж за предпринимателя Александра Конаныхина, с которым впервые встретилась с помощью веб-сервиса Match.com.